# Douglas Castle
Douglas Castle liegt etwa einen Kilometer nordöstlich der in South Lanarkshire gelegenen Gemeinde Douglas im Südwesten von Schottland. Die ursprüngliche Burg aus dem 13. Jahrhundert wurde mehrere Male zerstört und wieder aufgebaut, bis im 18. Jahrhundert ein Herrenhaus errichtet wurde. Als dieses 1938 ebenfalls zerstört wurde, folgte kein Wiederaufbau. Von der ursprünglichen Burg sowie allen folgenden Um- und Anbauten steht heute nur noch ein einzelner Eckturm aus dem 17. Jahrhundert.

## Geschichte
Die erste von der Familie Douglas errichtete Burg wurde wahrscheinlich vor 1290 an dieser Stelle erbaut und bestand aus einer Kombination von Stein und Holz. Während des Schottischen Unabhängigkeitskrieges wird die Burg im Frühjahr 1307 zunächst von englischen Truppen unter Lord Clifford erobert und besetzt. James of Douglas, ein Gefährte von Robert the Bruce, eroberte seinen Familiensitz zurück, als er am Palmsonntag des gleichen Jahres die Burg stürmen ließ, während die englischen Besatzer einen Gottesdienst besuchten. Alle Besatzer wurden getötet, die Leichen anschließend in einen Keller geworfen und die gesamte Burg niedergebrannt. Dieses Vorgehen wurde als „Douglas’ larder“ (Speisekammer der Douglas) bekannt. Robert the Bruce belohnte die Loyalität der Familie Douglas mit zahlreichen Ländereien; die Burg wurde wieder aufgebaut und James’ Neffe erhielt den erblichen Titel Earl of Douglas.
Im 15. Jahrhundert stieg die Macht der dann „Schwarz“ genannten Linie der Douglas soweit an, dass sie sogar die Monarchie der Stewarts bedrohte. 1455 führte Jakob II. einen Feldzug gegen den rebellierenden James, 9. Earl of Douglas und schlug ihn in der Schlacht von Arkinholm. Die „schwarze Linie“ der Douglas verlor alle Ländereien und Titel; Douglas Castle wurde geplündert und gebrandschatzt.
Die jüngere und zudem uneheliche „rote Linie“ der Douglas, die zu dieser Zeit den Titel der Earls of Angus trugen, standen bei dieser Auseinandersetzung an der Seite Jakobs II. Als Belohnung dafür erhielt George, 4. Earl of Angus das Land und den Besitz der ehemaligen Earls of Douglas zugesprochen. Die Burg wurde kurz danach wieder aufgebaut, allerdings nicht mehr als Wohnsitz genutzt.
Im Juni 1574 besichtigte James Douglas, 4. Earl of Morton, zu dieser Zeit Regent für den achtjährigen Jakob VI., die Burg. Er wollte prüfen, welche Reparaturen notwendig seien, um Douglas Castle wieder bewohnbar zu machen.
Im Jahr 1703 wurde Archibald Douglas, 3. Marquess of Douglas, im Alter von 9 Jahren zum Duke of Douglas ernannt. Er wählte Douglas Castle zu seinem Stammsitz und ließ es aus- und umbauen. Aus dieser Zeit stammten ein Torhaus sowie ein umschlossener Innenhof mit Eckturm. Mit Ausnahme dieses Eckturmes wurde die gesamte Burg im Jahre 1755 durch ein Feuer vernichtet. Ab 1757 begann er mit der Errichtung eines zinnenbewehrten Herrenhauses. Die Architekten unter der Führung von Robert Adam planten ein Gebäude, das nach seiner Fertigstellung das größte Schloss in Schottland gewesen wäre. Den fünfgeschossigen Bau sollten runde Türme in der Front und viereckige Türme in der rückwärtigen Fassade schmücken. Die ganze Anlage sollte sich harmonisch in einen riesigen Park einfügen, der das gesamte Tal und einen Bach mit einschloss. Als Archibald Douglas 1761 starb, war das Gebäude nicht einmal zur Hälfte fertiggestellt. Da er keine Erben hatte, folgte ein jahrelanger Rechtsstreit, aus dem James Douglas-Hamilton, 7. Duke of Hamilton als Gewinner und neuer Besitzer von Douglas Castle hervorging. Die Bauarbeiten werden abgeschlossen, das Gebäude nach den Plänen von Robert Adam jedoch nie vollendet.
Um 1930 erlaubte Charles Douglas-Home, 13. Earl of Home, das Graben nach Kohle in den umliegenden Ländereien, auch um die hohe Arbeitslosigkeit in der Region zu bekämpfen. Durch die Grabungen traten jedoch so schwere Beschädigungen an der Substanz des Herrenhauses auf, so dass 1938 ein kompletter Abriss erfolgen musste. Ein Wiederaufbau fand nicht statt.
Heute steht nur noch die Ruine eines runden Turmes aus der Bauphase zwischen 1703 und 1755. Er ist etwa neun Meter hoch und beinhaltet die Reste von drei Stockwerken. Im Fundament befindet sich ein kleiner Keller, in dem glasierte Fliesen zu finden sind. In der Zeit des Herrenhauses, von dem keinerlei Spuren mehr existieren, war der Turm als Folly in der ausgedehnten Parkanlage erhalten worden. Die Turmruine ist als „Category C listed building“ geschützt.

## Trivia
Sir Walter Scott nutzte die Umgebung sowie die frühe Geschichte von Douglas Castle als Inspiration für seine Novelle Castle Dangerous. Der Titel dieser Novelle wird auch heute noch gelegentlich für die Burg verwendet.
Das Herrenhaus war von Mitte der 1930er-Jahre bis zur Zerstörung 1938 die Heimat des späteren Premierministers Alec Douglas-Home.